# Семеново (Курська область)
Семеново (рос. Семеново) — присілок в Рильському районі Курської області Російської Федерації.
Населення становить 321 особу. Входить до складу муніципального утворення Некрасовська сільрада.

## Історія
Населений пункт розташований на території українського етнічного та культурного краю Східна Слобожанщина.
Від 2004 року входить до складу муніципального утворення Некрасовська сільрада.

## Населення
| 2002 | 2010 |
| ---- | ---- |
| 405  | ↘321 |